# My Life Would Suck Without You
"My Life Would Suck Without You" é uma canção da cantora norte-americana Kelly Clarkson, gravada para o seu quarto álbum de estúdio All I Ever Wanted. Foi composta e produzida por Max Martin e Lukasz Gottwald, com auxílio na escrita por Claude Kelly. A música foi lançada a 15 de Janeiro de 2009 na loja digital iTunes de vários países, incluindo a Austrália e Nova Zelândia. Acabou por ser enviada para as rádios norte-americanas cinco dias depois através da editora discográfica RCA Records, servindo como single de avanço do disco. 
A nível musical, a canção demonstra uma sonoridade pop rock e incorpora estilos de dance e rock. A sua melodia é composta através dos vocais, juntando acordes de guitarra, sintetizadores e bateria. Liricamente, o tema discute a história de uma relação conturbada em que ambos confusos chegam à conclusão que não são nada um sem o outro. A obra recebeu críticas positivas, em que alguns analistas a citaram como um regresso às origens rock de Breakaway, nomeando "Since U Been Gone" como exemplo. Em termos de desempenho comercial, atingiu a liderança da Billboard Hot 100 dos Estados Unidos na sua segunda semana, após bater um recorde com uma subida de noventa e seis posições. Foi o segundo single de Kelly a conseguir chegar ao topo da tabela musical, desde "A Moment Like This" em 2002. Em território norte-americano, foram registadas mais de dois milhões de descargas digitais. A faixa também obteve a primeira posição na Canadian Hot 100 e UK Singles Chart. Mais tarde, a Music Canada certificou-a com dupla platina com vendas superiores a 160 mil. 
O vídeo musical, dirigido por Wayne Isham, foi gravado em Los Angeles durante o mês de Dezembro de 2008. Estreou a 28 de Janeiro de 2009 durante o intervalo do programa American Idol, e mais tarde enviada para a iTunes Store. Inicialmente, a cantora fica chateada com o seu namorado, deitando fora as suas roupas pela janela. No final, o casal volta a aproximar-se e beija-se, metaforizando o facto de não poderem viver um sem o outro. A faixa recebeu várias interpretações ao vivo como parte da sua divulgação, e inclusive esteve no alinhamento das digressões mundiais All I Ever Wanted Tour e Stronger Tour, que passaram pelos continentes americanos, Ásia, Europa e Oceania. "My Life Would Suck Without You" foi indicada para a categoria "Best Female Video" na cerimónia MTV Video Music Awards de 2009.

## Antecedentes e lançamento

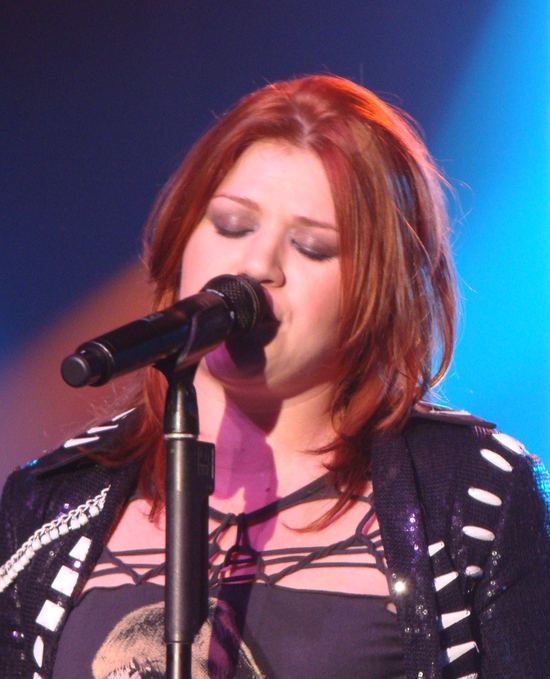
Kelly Clarkson performing live 2012 (All I Ever Wanted Tour)

Em Janeiro de 2009, o gerente da artista Tom Corson revelou que Clarkson estava "num período em que queria conquistar novamente o mundo pop". Ao jornal The Wall Street Journal, Corson afirmou que o disco teria como título Masquerade e que o single de avanço iria estrear nas rádios americanas a 19 de Janeiro. O presidente da editora discográfica RCA Records Clive Davis contratou Dr. Luke e Max Martin, que produziram "Since U Been Gone" e "Behind These Hazel Eyes" em 2004, para assumir um novo trabalho em 2008 para a cantora. Davis recrutou os produtores depois do fraco desempenho comercial que se reflectiu após o lançamento de My December em 2006. Martin também  pediu o auxílio de Claude Kelly para escrever a faixa depois de Kelly ter exigido uma alteração no conteúdo lírico inicial por considerar muito explícito.
O seu lançamento ocorreu a 15 de Janeiro de 2009 nas lojas iTunes da Austrália, Nova Zelândia e Reino Unido. Nos Estados Unidos, a RCA enviou a obra para as rádios locais cinco dias depois, servindo como primeiro single de All I Ever Wanted. Mais tarde, foram editados dois extended plays (EP) digitais que continham a versão caraoque, remisturas, e ainda outro projecto da artista "Don't Waste Your Time". Na Alemanha, o tema foi comercializado em CD single também, composto pela música original e o seu instrumental. A melodia recebeu várias interpretações ao vivo como parte da sua divulgação, e inclusive esteve no alinhamento das digressões mundiais All I Ever Wanted Tour e Stronger Tour, que passaram pelos continentes americanos, Ásia, Europa e Oceania.
Após o seu lançamento, a obra recebeu atenção pelos média e foi cantada por outros artistas que fizeram a sua própria versão. Na série televisiva da Fox intitulada Glee, o elenco interpretou "My Life Would Suck Without You" no episódio "Sectionals" da primeira temporada. Mais tarde, esta mesma vertente foi lançada na loja iTunes e foi incluída na banda sonora Glee: The Music, Volume 2. A banda One Direction também realizou uma performance da canção para a final da sétima série do concurso The X Factor. A concorrente Daniela Pimenta interpretou o tema no programa português A Tua Cara não Me É Estranha, cuja edição veio mais tarde a constar na banda sonora do formato. Em 2011, a própria Clarkson colocou uma nova variante da música no seu EP iTunes Session.

## Estilo musical e letra
"My Life Would Suck Without You" é uma canção de tempo acelerado moderado que incorpora elementos de estilo pop rock e dance-pop, produzida pelo norte-americano Dr. Luke e pelo sueco Max Martin. A sua gravação decorreu em 2008 nos estúdios Conway Recording Studios, em Los Angeles, Califórnia. Consiste na utilização de vocais, bateria, baixo e programação musical por Luke, juntando acordes de guitarra e sintetizadores por Martin. Emily Wright e Sam Holland trataram de toda a engenharia e edição vocal, além de contarem com a assistência de Aniela Gottwald, Kool Kojak e a coordenação de Gary "G" Silver. Bill Lamb do portal About.com comentou a sonoridade da melodia, considerando que "depois de mostrar uma versatilidade mais ampla num rock mais ousado e uma temporada em música country, Kelly Clarkson voltou à sua casa pop".
A letra foi escrita por Lukasz Gottwald, Claude Kelly, Max Martin. De acordo com a partitura publicada pela Alfred Publishing Company, a música é definida no tempo de assinatura moderadamente acelerado com um metrónomo de 138 batidas por minuto. Composta na chave de lá maior com o alcance vocal que vai desde da nota baixa de lá, para a nota de alta de mi. Liricamente, o tema discute a história de uma relação conturbada em que ambos confusos chegam à conclusão que não são nada um sem o outro. A própria cantora numa entrevista falou sobre o conteúdo lírico da faixa:
| “ | Achei engraçado envolver duas pessoas erradas uma para a outra, a brigar, mas no final do dia não podem viver um sem o outro. | ” |

Clarkson confessou que mesmo sem ter escrito a música, manteve-se bastante atenta a todo o processo de composição e tentou "arranjar as pessoas certas para soar o mais pessoal possível".

## Recepção pela crítica
| Críticas profissionais | Críticas profissionais |
| Avaliações da crítica  | Avaliações da crítica  |
| Fonte                  | Avaliação              |
| ---------------------- | ---------------------- |
| About.com              | [ 20 ]                 |
| Billboard              | (favorável)            |
| Digital Spy            | [ 24 ]                 |

As críticas após o lançamento da faixa foram geralmente positivas. Bill Lamb do portal About.com atribuiu cinco estrelas máximas na sua avaliação, afirmando que "parece que agora o álbum de Kelly Clarkson My December será visto como o triunfo artístico e apenas uma breve pausa no seu sucesso comercial". Lamb não apontou quaisquer defeitos, comentando que a obra é "um pop perfeito" e iria "agradar uma vasta gama de fãs de música em todo o espectro pop e rock". Chuck Taylor da revista Billboard adjectivou-a como "alegre", revelando que "além da detonação de percussão e um coro intoxicante como absinto, uma inteligente instrumentação, uma dica de sintetizadores, um surto de tambores dos anos 80, ia também uma piscadela lúdica para toda a produção". Nick Levine do sítio Digital Spy classificou o tema com quatro estrelas, e realçou que "ninguém poderia cantar aquele refrão cativante tão heroicamente como Kelly Clarkson". Levine relembrou "Since U Been Gone" e criticou o facto "de ser tão original como barrar duas fatias de pão com queijo".
Rolling Stone denominou a faixa como "fantástica - o single inicial favorito do ano", complementando que "tem todas as características de um sucesso de rádio infalível". Brian Mansfield do jornal USA Today salientou que havia "ritmos de discoteca e um monte de camadas synth-pop-dance por cima, mas que o padrão de guitarra impede de soar muito artificial", afirmando eventualmente que foi "gostando". A publicação Los Angeles Times disse o tema "amplia a sua introdução de guitarra com valentia em direcção a um clímax provocado por um címbalo, sem nunca abrandar", relatando que a música seria "enorme", no entanto, também referiu "não tinha calorias entregues dentro daqueles comprimidos, subtilmente sintonizados com vocais". Rhiannon Haller da Michigan Daily concordou com a opinião anterior, elogiando "My Life Would Suck Without You" como "puro, uma bondade pop de rádio que é obrigado a tornar-se o culpado do prazer de muitos". Stephen Thomas Erlewine da Allmusic, em crítica ao disco All I Ever Wanted, afirmou que Kelly "é bastante auto-consciente" e afirmou que o single era uma projecção "para uma sequela explícita do seu "Since U Been Gone". "É eficaz, se um pouco clínica, funcionando ao contrário do maior dom Clarkson: a sua autenticidade", concluiu Erlewine no seu relatório e destacando ainda como uma das melhores faixas do álbum.

## Vídeo musical

Última cena do teledisco em que Clarkson beija o namorado, servindo como metáfora para a letra da canção, que no final não vivem um sem o outro.

O vídeo musical, dirigido por Wayne Isham, foi filmado em Los Angeles em Dezembro de 2008. Uma previsão foi apresentada durante o intervalo do programa televisivo American Idol a 28 de Janeiro de 2009, e no mesmo dia, foi divulgado o trabalho completo e final. Horas mais tarde, ficou disponível na iTunes Store de Portugal, e no dia seguinte noutros países, como Austrália e Estados Unidos.
A trama, com uma duração superior a três minutos, começa duas crianças a brincar num parque infantil, empurrando um ao outro. Uma jovem, personagem de Clarkson enquanto criança, recebe do seu melhor amigo uma pulseira feito de cercadura com a inicial do seu nome, "K". Numa cena seguinte, mostra a cantora em adulta e ainda a usar o mesmo adereço dado pelo seu afeiçoado. O namorado de Kelly (interpretado por Houston Rhines) aparece à porta do apartamento, supostamente após uma discussão. A jovem provoca o indivíduo com um conjunto de chaves, que acaba por deitar na sanita da casa-de-banho. Nas seguintes transições, é mostrada vários conflitos entre as duas partes, cada um atirando pela janela fora um pertence do outro. No final, sentam-se afectuosamente no sofá, a lutar e discutir, tal como faziam em crianças que são imagem que são interpeladas com as actuais.
Na última parte do teledisco, o namorado da personagem de Clarkson conduz um Ford Bronco, mas com as várias brincadeiras e exibições quase faz com que colide e provoque um acidente. Após controlar o carro, Kelly somente puxa o rapaz para ela e beija-o, terminando o vídeo. O trabalho chamou a atenção dos media, inclusive de Daniel Kreps da revista Rolling Stone, que perguntou se "alguém já viu realmente as pessoas a atirarem as coisas umas das outras pela janela? Parece ser um número cliché para retratar uma relação disfuncional, mas nunca acontece na realidade, apenas em filmes e em comerciais", escreveu Kreps. Em suma, o editor concluiu que "assumimos que este vídeo é praticamente uma versão condensada do filme He's Just Not That Into You". O projecto acabou por ser nomeado na categoria "Best Female Video" na cerimónia MTV Video Music Awards de 2009, contudo, perdeu para "You Belong with Me" de Taylor Swift.

## Faixas e formatos
A versão digital de "My Life Would Suck Without You" contém apenas uma faixa com duração de três minutos e trinta e um segundos. Na Alemanha, o tema também foi comercializado em versão CD single, possuindo duas faixas no total, sendo que uma delas é a versão do single e a instrumental. Foram lançados dois extended plays (EP) digitais, o primeiro com outro trabalho de Clarkson "Don't Waste Your Time" e o segundo apenas com remisturas. 
| Descarga digital |                                  |         |  |
| N.º              | Título                           | Duração |  |
| 1.               | "My Life Would Suck Without You" | 3:31    |  |

| CD single      |                                                 |         |  |
| N.º            | Título                                          | Duração |  |
| 1.             | "My Life Would Suck Without You"                | 3:31    |  |
| 2.             | "My Life Would Suck Without You" (Instrumental) | 3:32    |  |
| Duração total: | Duração total:                                  | 10:13   |  |

| EP digital     |                                                    |         |  |
| N.º            | Título                                             | Duração |  |
| 1.             | "My Life Would Suck Without You"                   | 3:31    |  |
| 2.             | "My Life Would Suck Without You" (Karaoke Version) | 3:31    |  |
| 3.             | "Don't Waste Your Time"                            | 3:35    |  |
| Duração total: | Duração total:                                     | 10:49   |  |

| EP digital 2   |                                                            |         |  |
| N.º            | Título                                                     | Duração |  |
| 1.             | "My Life Would Suck Without You"                           | 3:31    |  |
| 2.             | "My Life Would Suck Without You" (Chriss Ortega Radio Mix) | 3:40    |  |
| 3.             | "My Life Would Suck Without You" (F&L Radio Edit)          | 3:50    |  |
| Duração total: | Duração total:                                             | 11:01   |  |

## Desempenho nas tabelas musicais
A obra estreou na posição 97 na Billboard Hot 100 na semana de 29 de Janeiro de 2009, e subiu à liderança na semana seguinte, estabelecendo o recorde do maior salto da história. Este feito marcou a segunda vez que Clarkson obteve este recorde, depois do seu single de estreia "A Moment Like This" ter subido ao topo desde da 52.ª posição. Na sua terceira semana, "Crack a Bottle" de Eminem substituiu o tema na Hot 100. A Julho de 2012, "My Life Would Suck Without You" já tinha vendido mais de 2 milhões e 641 mil descargas digitais nos Estados Unidos. No Canadá, a música também atingiu a primeira posição na segunda semana após subir oitenta e um postos na lista. Mais tarde, a Music Canada atribuiu certificação de dupla platina com vendas superiores a 160 mil e colocou-a em 20.º lugar na tabela de final de ano.
Na Austrália, a faixa conseguiu atingir a quinta posição como melhor, e foi certificada com platina pela Australian Recording Industry Association (ARIA) pelas 70 mil cópias distribuídas no país. No Reino Unido, subiu do número 103 ate à liderança da UK Singles Chart a 1 de Março de 2009, tornando-se o primeiro single da cantora a conseguir tal feio e vendendo 51,114 mil unidades na sua semana de estreia. Como consequência do seu desempenho comercial em território britânico, a British Phonographic Industry (BPI) atribuiu disco de prata e em Junho de 2012 a música já tinha vendas superiores a 365,720 mil. Na restante Europa, a obra conseguiu alcançar as dez melhores posições de vários países, como Irlanda, Suécia e Suíça, sendo que na tabela musical principal European Hot 100 obteve o segundo lugar como melhor.  
| Tabela musical (2009)                            | Melhor posição |
| ------------------------------------------------ | -------------- |
| Alemanha - Media Control AG                      | 6              |
| Austrália - ARIA Charts                          | 5              |
| Áustria - Ö3 Austria Top 75                      | 6              |
| Bélgica - Ultratop (Flandres)                    | 18             |
| Bélgica - Ultratop (Valónia)                     | 2              |
| Canadá - Canadian Hot 100                        | 1              |
| Dinamarca - Tracklisten                          | 31             |
| Escócia - Scottish Singles Chart                 | 1              |
| Eslováquia - IFPI Slovenská Republika            | 13             |
| Espanha - PROMUSICAE                             | 38             |
| Estados Unidos - Billboard Hot 100               | 1              |
| Estados Unidos - Billboard Pop Songs             | 3              |
| Estados Unidos - Billboard Adult Pop Songs       | 3              |
| Estados Unidos - Billboard Dance/Club Play Songs | 7              |
| Europa - European Hot 100                        | 2              |
| Irlanda - IRMA                                   | 40             |
| Japão - Japan Hot 100                            | 7              |
| Nova Zelândia - RIANZ                            | 11             |
| Países Baixos - Dutch Top 40                     | 3              |
| Reino Unido - UK Singles Chart                   | 1              |
| Chéquia - Czech Airplay Chart                    | 15             |
| Suécia - Sverigetopplistan                       | 2              |
| Suíça - Swiss Albums Chart                       | 5              |

| Tabela musical (2009)              | Posição |
| ---------------------------------- | ------- |
| Austrália - ARIA Singles Charts    | 40      |
| Canadá - Canadian Hot 100          | 20      |
| Estados Unidos - Billboard Hot 100 | 23      |

| País          | Provedor     | Certificação |
| ------------- | ------------ | ------------ |
| Austrália     | ARIA         | Platina      |
| Canadá        | Music Canada | 2× Platina   |
| Nova Zelândia | RIANZ        | Ouro         |
| Reino Unido   | BPI          | Prata        |

## Créditos
Todo o processo de elaboração da canção atribui os seguintes créditos pessoais:
- Kelly Clarkson – vocalista principal;
- Lukasz Gottwald - composição, produção, guitarra, baixo, bateria, programação;
- Claude Kelly - composição, produção vocal adicional;
- Max Martin - composição, produção, guitarra, sintetizadores;
- Emily Wright - engenharia, edição vocal;
- Sam Holland - engenharia;
- Aniela Gottwald, Kool Kojak - assistência de edição vocal;
- Gary "G" Silver - coordenação de produção.

## Histórico de lançamento
"My Life Would Suck Without You" foi disponibilizada digitalmente na iTunes Store a 15 de Janeiro de 2009 na Austrália, Nova Zelândia e Reino Unido, sendo que cinco dias depois foi enviada para as rádios norte-americanas. A 19 de Fevereiro o single foi promovido em formato extended play (EP) digital, repetindo-se uma segunda versão a 26 de Março. Na Europa, nomeadamente na Alemanha, também recebeu comercialização em CD single. 
| País           | Data                    | Formato          | Editora discográfica |
| -------------- | ----------------------- | ---------------- | -------------------- |
| Austrália      | 15 de Janeiro de 2009   | Descarga digital | 19 Recordings/RCA    |
| Nova Zelândia  | 15 de Janeiro de 2009   | Descarga digital | 19 Recordings/RCA    |
| Reino Unido    | 15 de Janeiro de 2009   | Descarga digital | 19 Recordings/RCA    |
| Estados Unidos | 20 de Janeiro de 2009   | Rádio mainstream | 19 Recordings/RCA    |
| Alemanha       | 30 de Janeiro de 2009   | Descarga digital | 19 Recordings/RCA    |
| Brasil         | 19 de Fevereiro de 2009 | EP digital       | 19 Recordings/RCA    |
| França         | 19 de Fevereiro de 2009 | EP digital       | 19 Recordings/RCA    |
| Portugal       | 19 de Fevereiro de 2009 | EP digital       | 19 Recordings/RCA    |
| Alemanha       | 27 de Fevereiro de 2009 | CD single        | 19 Recordings/RCA    |
| Brasil         | 26 de Março de 2009     | EP digital 2     | 19 Recordings/RCA    |
| Irlanda        | 26 de Março de 2009     | EP digital 2     | 19 Recordings/RCA    |
| Portugal       | 26 de Março de 2009     | EP digital 2     | 19 Recordings/RCA    |